# Andrzej Butra
Andrzej Zbigniew Butra (ur. 8 października 1961 w Kluczborku, zm. 30 marca 2022 w Trzebiszynie) – polski samorządowiec, lekarz weterynarii i urzędnik państwowy, doktor nauk weterynaryjnych, w latach 2011–2012 podsekretarz stanu w Ministerstwie Rolnictwa i Rozwoju Wsi.

## Życiorys
Syn Stanisława i Janiny. W 1985 ukończył studia weterynaryjne na Akademii Rolniczej we Wrocławiu. Absolwent studiów podyplomowych: z administracji i etozoologii weterynaryjnej na macierzystej uczelni, z kontroli i audytu wewnętrznego na Politechnice Opolskiej oraz z zakresu rolnictwa i środowiska naturalnego na Uniwersytecie Opolskim. W 1992 obronił pracę doktorską z zakresu weterynarii pt. Zastosowanie blokera receptorów beta-adrenergicznych w terapii zapaleń gruczołu mlekowego i profilaktyce zaburzeń w poporodowej inwolucji macicy u krów.
Po studiach do 1989 pracował w Wojewódzkim Zakładzie Weterynaryjnym w Opolu, następnie do 1990 w PGR w Bierdzanach. Od 1990 do 2008 prowadził prywatną praktykę weterynaryjną, specjalizując się w rozrodzie zwierząt. Jednocześnie pracował w firmach z branży finansowej oraz od 1992 do 1993 w Stacji Hodowli i Unasienniania Zwierząt w Kluczborku. Pracował także w Zespole Szkolno-Przedszkolnym oraz Gimnazjum w Chocianowicach. W 2002 został kierownikiem biura powiatowego w Agencji Restrukturyzacji i Modernizacji Rolnictwa w Kluczborku, w 2007 objął tożsame stanowisko w oddziale w Oleśnie. Od czerwca 2008 do lutego 2011 kierował oddziałem terenowym Agencji Rynku Rolnego w Kluczborku. Od 2009 do 2011 był też recenzentem Głównej Komisji Egzaminacyjnej w sprawie pytań na egzaminie z weterynarii.
Zaangażował się w działalność Polskiego Stronnictwa Ludowego. W 2012 został wiceprezesem partii w okręgu opolskim oraz prezesem struktur ugrupowania w Kluczborku. W 2010, 2014 i 2018 wybierany do rady powiatu kluczborskiego, został jej przewodniczącym.
16 marca 2011 powołany na stanowisko podsekretarza stanu w Ministerstwie Rolnictwa i Rozwoju Wsi. Odwołany z funkcji 27 lipca 2012 po dymisji ministra Marka Sawickiego i jego zastępców związanych z PSL. Był później do 2015 prezesem opolskiego oddziału Agencji Nieruchomości Rolnych i następnie do 2016 szefem Opolskiego Ośrodka Doradztwa Rolniczego w Łosiowie. W 2015 wystartował do Senatu w okręgu nr 51, zdobywając 7,86% poparcia i zajmując 5. miejsce wśród 6 kandydatów.